# Freemium

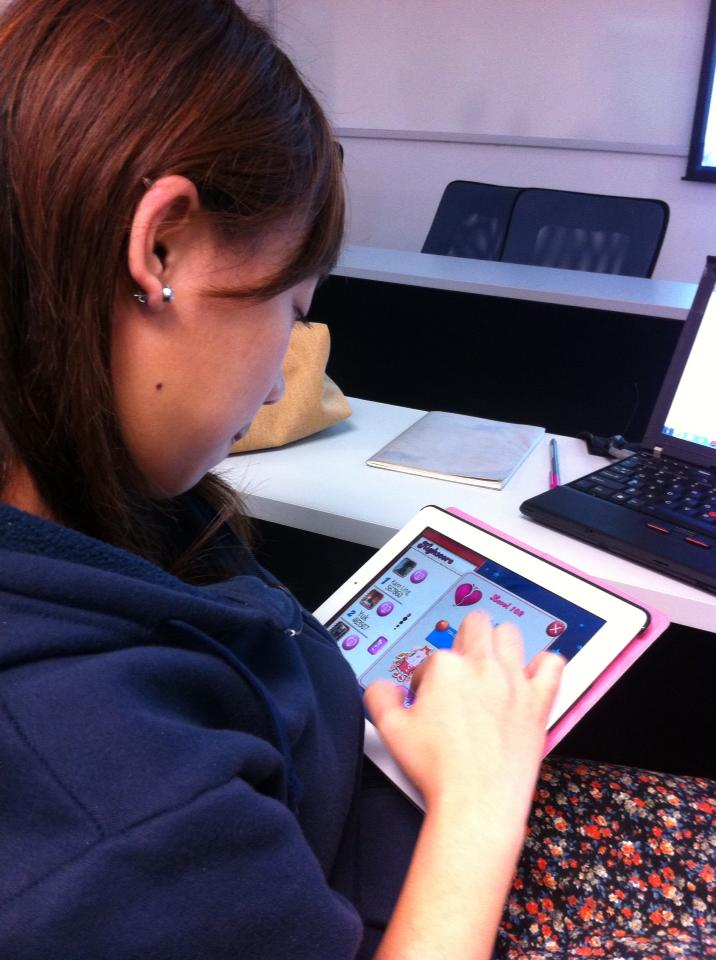
En videojuegos se suele aplicar en juegos F2P o Free to Play, ofreciendo de manera gratuita el juego en su forma más básica pero cobrando por acceder a ciertos niveles, contenidos, personajes, equipamiento, modos de juego, etc.

Freemium es un modelo de negocio que funciona ofreciendo servicios básicos gratuitos, mientras se cobra dinero por otros servicios más avanzados o especiales. La palabra freemium es una contracción en inglés de las dos palabras que definen el modelo de negocio: "free" ("gratis") y "premium". Este modelo de negocio ha ganado popularidad con su uso por parte de las compañías relacionadas con la Web 2.0.

## Orígenes
El modelo de negocio freemium fue popularizado por el capitalista de riesgo Fred Wilson el 23 de marzo de 2006:

"Ofrezca su servicio en forma gratuita, posiblemente apoyado por publicidad pero tal vez no, adquiera a muchos clientes gracias al boca a boca, a través de recomendaciones y referidos, marketing de buscadores, etc., y luego ofrezca servicios pagados de valor añadido o una versión potenciada de su servicio a su base de clientes."

Después de describir su modelo de negocio, Wilson pidió sugerencias acerca de cómo llamarlo. En unas horas, ya tenía más de 30 sugerencias de nombres de los lectores de su blog. Una de las sugerencias fue de Jarid Lukin, de Alacra, una de las compañías del portafolio de Wilson. Lukin acuñó el término freemium y Wilson y sus seguidores lo adoptaron como nombre de su modelo comercial. El término ha aparecido desde entonces relacionado con el negocio del 2.0 y ha sido utilizado por blogueros importantes como Chris Anderson o Tom Evslin.

## Críticas a los juegosfreemium
En noviembre de 2014, el sexto episodio de la temporada 18 de la serie de televisión animada South Park emitió un episodio titulado "Freemium no es gratis", en el cual se hace crítica a este modelo de negocio por fomentar el uso de estas tácticas en el desarrollo de juegos.